# 三原市
三原市（みはらし）は、広島県南部に位置する市。備後圏域連携中枢都市圏の構成自治体の一つである（福山都市圏も参照）。

## 概要
「浮城」の異名を持つ三原城の城下町を起源とする。
三原の名の由来は、旧三原市街地の後背にそびえる桜山などの谷間に湧原、駒ヶ原、小西原の3つの川の流れ出たところにできた平地である原があり、その3つの「ハラ」から「三原」と呼ばれるようになったとの説がある。
山陽新幹線、山陽本線、呉線、三原港、広島空港、山陽自動車道など主要交通が整っており、広島県における交通の要衝である。工業が盛んで、沿岸部には古くから重化学関連企業が、内陸部の工業団地には電子機器関連を中心とした企業が進出している。農業では、沿岸部での柑橘類や、山間部での水稲、果樹などが栽培されている。

## 地理
市の中心を東広島市の賀茂台地を源とする二級河川沼田川が流れ、その河口に中心市街地が栄えている。現在の中心市街地の大半が埋立地で海岸線間近まで急峻な山が迫っている一方、北部は吉備高原南端の標高400メートル以上の高原地帯、西部は概ね丘陵地であり、市域の東半分が旧備後国、西半分が旧安芸国となっている。そのためか、広島広域都市圏にも含まれている。

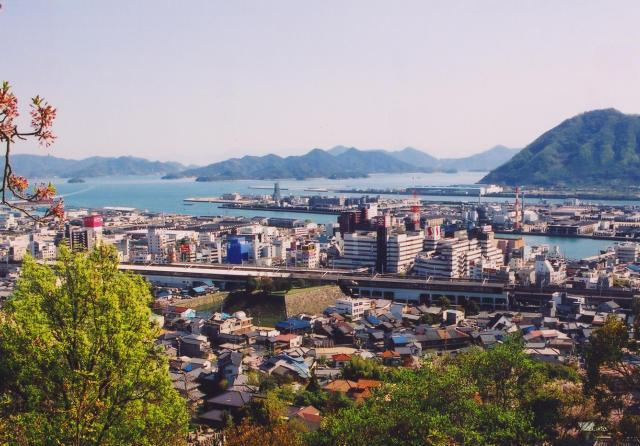
市街地の景観
市中心部周辺の空中写真[注釈 1]

### 山
- 竜王山・筆影山・竜王山（葉田竜王山）・高城址竜王山・宇根山・白滝山・黒滝山・みはらし連山[注釈 2]・棲真寺山・太平山・大峰山（高羽山）・高山・新高山・桜山・米田山・蟻ケ平山[3]

### 川・滝
- 沼田川・仏通寺川・徳良川・船木峡・和久原川・天井川・梨和川・椋梨川・西野川・畑岡川・御調川・本谷川・太郎谷川・八幡川・三次川・菅川・泉川・尾原川・平坂川・大草川[4]
- 昇雲の滝・瀑雪の滝・彭祖の滝・女王滝

### 湖・ダム・沼
- 神田大池・用倉新池・与茂九郎池・吉田大池
- 白竜湖（椋梨ダム）・みごう湖（三河ダム）

### 海域・海岸
- 尾道水道・三原湾・大野浦・柄鎌瀬戸
- 扇浜・長浜海岸・大野浦海水浴場・須波海岸（すなみ海浜公園）・向田野浦地先海岸

### 島
- 芸予諸島（佐木島・小佐木島・宿禰島）・鯨島[注釈 3]・有竜島・ハカン島・タナハシ島・上鷺島・下鷺島・割石島[注釈 4][6]

### その他
- 久井・矢野の岩海
- 千畳敷

### 隣接している自治体
- 広島県
  - 尾道市
  - 竹原市
  - 東広島市
  - 世羅郡：世羅町
- 愛媛県
  - 今治市

### 気候
| 本郷（2003年 - 2020年）の気候      | 本郷（2003年 - 2020年）の気候 | 本郷（2003年 - 2020年）の気候 | 本郷（2003年 - 2020年）の気候 | 本郷（2003年 - 2020年）の気候 | 本郷（2003年 - 2020年）の気候 | 本郷（2003年 - 2020年）の気候 | 本郷（2003年 - 2020年）の気候 | 本郷（2003年 - 2020年）の気候 | 本郷（2003年 - 2020年）の気候 | 本郷（2003年 - 2020年）の気候 | 本郷（2003年 - 2020年）の気候 | 本郷（2003年 - 2020年）の気候 | 本郷（2003年 - 2020年）の気候 |
| 月                                 | 1月                           | 2月                           | 3月                           | 4月                           | 5月                           | 6月                           | 7月                           | 8月                           | 9月                           | 10月                          | 11月                          | 12月                          | 年                            |
| ---------------------------------- | ----------------------------- | ----------------------------- | ----------------------------- | ----------------------------- | ----------------------------- | ----------------------------- | ----------------------------- | ----------------------------- | ----------------------------- | ----------------------------- | ----------------------------- | ----------------------------- | ----------------------------- |
| 最高気温記録 °C （°F）             | 14.6 (58.3)                   | 19.3 (66.7)                   | 21.8 (71.2)                   | 27.3 (81.1)                   | 29.4 (84.9)                   | 32.1 (89.8)                   | 36.3 (97.3)                   | 35.8 (96.4)                   | 34.9 (94.8)                   | 28.7 (83.7)                   | 24.9 (76.8)                   | 19.6 (67.3)                   | 36.3 (97.3)                   |
| 平均最高気温 °C （°F）             | 7.2 (45)                      | 8.5 (47.3)                    | 12.2 (54)                     | 17.7 (63.9)                   | 22.6 (72.7)                   | 25.2 (77.4)                   | 28.6 (83.5)                   | 30.4 (86.7)                   | 26.6 (79.9)                   | 21.2 (70.2)                   | 15.3 (59.5)                   | 9.3 (48.7)                    | 18.7 (65.7)                   |
| 日平均気温 °C （°F）               | 2.9 (37.2)                    | 3.9 (39)                      | 7.2 (45)                      | 12.6 (54.7)                   | 17.6 (63.7)                   | 21.0 (69.8)                   | 24.6 (76.3)                   | 25.9 (78.6)                   | 22.3 (72.1)                   | 16.7 (62.1)                   | 11.0 (51.8)                   | 5.2 (41.4)                    | 14.2 (57.6)                   |
| 平均最低気温 °C （°F）             | −0.9 (30.4)                   | −0.1 (31.8)                   | 2.5 (36.5)                    | 7.8 (46)                      | 13.1 (55.6)                   | 17.5 (63.5)                   | 21.6 (70.9)                   | 22.7 (72.9)                   | 19.0 (66.2)                   | 13.1 (55.6)                   | 7.2 (45)                      | 1.4 (34.5)                    | 10.4 (50.7)                   |
| 最低気温記録 °C （°F）             | −9.4 (15.1)                   | −8.3 (17.1)                   | −4.7 (23.5)                   | −0.6 (30.9)                   | 3.5 (38.3)                    | 10.7 (51.3)                   | 15.4 (59.7)                   | 15.8 (60.4)                   | 10.9 (51.6)                   | 4.1 (39.4)                    | −2.2 (28)                     | −7.2 (19)                     | −9.4 (15.1)                   |
| 降水量 mm （inch）                 | 33.4 (1.315)                  | 53.9 (2.122)                  | 88.0 (3.465)                  | 115.3 (4.539)                 | 133.4 (5.252)                 | 189.7 (7.469)                 | 240.8 (9.48)                  | 140.6 (5.535)                 | 152.3 (5.996)                 | 105.6 (4.157)                 | 64.4 (2.535)                  | 57.2 (2.252)                  | 1,374.6 (54.118)              |
| 平均降水日数 （≥1.0 mm）           | 4.8                           | 7.4                           | 9.0                           | 9.3                           | 8.7                           | 10.4                          | 10.9                          | 7.7                           | 8.7                           | 6.9                           | 6.1                           | 6.4                           | 96.4                          |
| 出典1：Japan Meteorological Agency |                               |                               |                               |                               |                               |                               |                               |                               |                               |                               |                               |                               |                               |
| 出典2：気象庁                      |                               |                               |                               |                               |                               |                               |                               |                               |                               |                               |                               |                               |                               |

## 人口
| |                                        |  |
| 三原市と全国の年齢別人口分布（2005年） | 三原市の年齢・男女別人口分布（2005年） |  |
| ■紫色 ― 三原市 ■緑色 ― 日本全国 | ■青色 ― 男性 ■赤色 ― 女性              |  |
| 三原市（に相当する地域）の人口の推移 \| 1970年（昭和45年） \| 106,376人 \| \| \| 1975年（昭和50年） \| 107,602人 \| \| \| 1980年（昭和55年） \| 109,236人 \| \| \| 1985年（昭和60年） \| 111,108人 \| \| \| 1990年（平成2年） \| 110,524人 \| \| \| 1995年（平成7年） \| 108,617人 \| \| \| 2000年（平成12年） \| 106,229人 \| \| \| 2005年（平成17年） \| 104,196人 \| \| \| 2010年（平成22年） \| 100,509人 \| \| \| 2015年（平成27年） \| 96,194人 \| \| \| 2020年（令和2年） \| 90,573人 \| \| |                                        |  |
| 総務省統計局 国勢調査より |                                        |  |
| 1970年（昭和45年） | 106,376人                              |  |
| 1975年（昭和50年） | 107,602人                              |  |
| 1980年（昭和55年） | 109,236人                              |  |
| 1985年（昭和60年） | 111,108人                              |  |
| 1990年（平成2年） | 110,524人                              |  |
| 1995年（平成7年） | 108,617人                              |  |
| 2000年（平成12年） | 106,229人                              |  |
| 2005年（平成17年） | 104,196人                              |  |
| 2010年（平成22年） | 100,509人                              |  |
| 2015年（平成27年） | 96,194人                               |  |
| 2020年（令和2年） | 90,573人                               |  |

| 1960年の人口比 1960年国勢調査 4市町合計:109641人 本郷町：9860人 (9.0%) 久井町：8172人 (7.5%) 三原市：80385人 (73.3%) 大和町：11224人 (10.2%) | 2010年の人口比 2010年国勢調査 4町合計：100509人 旧本郷町：10979人 (10.9%) 旧久井町：4727人 (4.7%) 旧三原市：78262人 (77.9%) 旧大和町：6541人 (6.5%) |

## 歴史
旧三原城下を中心とする（狭義の）三原は備後国御調郡に属していたが、1936年の市制施行によって旧安芸国の境域であった豊田郡の一部を統合（さらにその後、同じく旧安芸国であった賀茂郡の一部も統合）したため、現在の市域は旧芸備二国（安芸国・備後国）の境域にまたがっていることになる。
- 文和2年（1353年）ごろ：刀工正家が三原派を創始し、鍛冶町として栄える。
- 天正8年（1580年）：10年、小早川隆景の修築で三原の地の小島を繋ぐ近世海城である三原城の姿が完成。
- 1600年：関ヶ原の戦いの功で福島正則が、安芸と備後の両国の領主として広島城に入城。三原城は支城となる。
- 1619年：福島氏改易後にその領地は備後福山藩領と安芸広島藩領に二分され、三原城は安芸広島藩主浅野長晟の筆頭家老で石高3万石の浅野忠吉を城代とする広島藩の支城となる。
- 1652年：広島藩筆頭家老の浅野忠真の側室として徳川家光の娘(非嫡出子)である月姫が輿入れする。
- 1871年8月29日：廃藩置県により、現在の三原市域を含む旧広島藩領は全域広島県となる。
- 1878年11月1日：郡区町村編制法の施行により、旧三原城下を中心とする三原町は（行政区画としての）御調郡に編入。
- 1889年4月1日：町村制施行により旧三原町・旧宮野浦村が合併し（御調郡）三原町が発足。
- 1892年7月20日：山陽鉄道（現在のJR山陽本線）の尾道駅 - 三原駅（現在の糸崎駅）間が開業。
- 1894年6月10日：糸崎 - 広島駅間が開業。これまでの三原駅を糸崎駅に改称。この際、三原城址は山陽鉄道の駅としてほとんどを取り壊される。
- 1930年3月19日：三呉線（現在のJR呉線）三原駅 - 須波駅開業。
- 1936年11月15日：御調郡三原町、糸崎町、山中村、西野村、豊田郡田野浦村、須波村が合併し、三原市（初代）誕生。
- 1947年12月8日：昭和天皇が帝国人造絹糸、東洋繊維、三菱重工業の各工場へ行幸（昭和天皇の戦後巡幸）[9]。
- 1951年4月1日：御調郡深田村の一部を編入。
- 1953年3月22日：御調郡八幡村、豊田郡長谷村を編入。
- 1954年4月1日：豊田郡沼田東村、沼田西村、小泉村を編入。
- 1956年
  - 3月31日：豊田郡高坂村を編入。
  - 9月30日：豊田郡幸崎町、鷺浦村（さぎうら）を編入。
- 2005年3月22日：旧・三原市、豊田郡本郷町、御調郡久井町、賀茂郡大和町が対等合併し、三原市（2代目）誕生。

## 行政

### 市長
- 市長：岡田吉弘（2020年8月9日 - ）

| 代       | 氏名     | 就任日        | 退任日        | 備考                             |
| -------- | -------- | ------------- | ------------- | -------------------------------- |
| 初 - 2代 | 五藤康之 | 2005年4月24日 | 2013年4月23日 | 旧三原市長                       |
| 3 - 4代  | 天満祥典 | 2013年4月24日 | 2020年6月30日 | 河井夫妻選挙違反事件にからみ辞職 |
| 5 - 6代  | 岡田吉弘 | 2020年8月9日  |               |                                  |

### 行政機構
- 三原市役所
- 広島県三原警察署
- 三原市消防本部・三原市消防署（西部分署・北部分署・糸崎出張所・大和出張所・沼田川河川防災ステーション）
- 広島県尾三地域事務所（総務局総務第二課・厚生環境局・尾三地域保健所・建設局）
- 出入国在留管理庁広島出入国在留管理局広島空港出張所
- 財務省神戸税関広島税関支署広島空港出張所
- 財務省三原税務署
- 厚生労働省広島労働局三原公共職業安定所
- 厚生労働省広島検疫所広島空港検疫所支所
- 日本年金機構三原年金事務所
- 農林水産省広島営林署三原森林事務所
- 農林水産省神戸植物防疫所広島支所広島空港分室
- 農林水産省動物防疫所神戸支所広島空港出張所
- 国土交通省大阪航空局広島空港事務所総務課
- 国土交通省関西航空地方気象台広島出張所
- 国土交通省中国地方整備局福山工事事務所三原国道出張所
- 国土交通省中国地方整備局広島港湾空港工事事務所広島空港建設事務所
- 海上保安庁第六管区海上保安本部広島航空基地
- 広島県立中央森林公園

## 議会

### 市議会
- 定数：25人
- 議長：陶範昭
- 副議長：児玉敬三

### 広島県議会
- 選挙区：三原市・世羅郡選挙区
- 定数：3人
- 任期：2019年4月30日 - 2023年4月29日
- 投票日：2019年4月7日
- 当日有権者数：91,302人
- 投票率：38.59％

| 候補者名 | 当落 | 年齢 | 所属党派   | 新旧別 | 得票数   | 備考                |
| -------- | ---- | ---- | ---------- | ------ | -------- | ------------------- |
| 平本英司 | 当   | 45   | 無所属     | 新     | 12,775票 | 2022年2月10日に辞職 |
| 桑木良典 | 当   | 48   | 無所属     | 現     | 8,872票  |                     |
| 伊藤英治 | 当   | 56   | 無所属     | 新     | 7,983票  |                     |
| 上田泰弘 | 落   | 50   | 自由民主党 | 現     | 5,035票  |                     |

### 衆議院
広島県第4区
- 選挙区：広島4区（広島市（安芸区）、三原市（旧大和町域）、東広島市の一部、安芸郡）
- 任期：2021年10月31日 - 2025年10月30日
- 当日有権者数：309,781人
- 投票率：53.18％

| 当落 | 候補者名 | 年齢 | 所属党派     | 新旧別 | 得票数   | 重複 |
| ---- | -------- | ---- | ------------ | ------ | -------- | ---- |
| 当   | 新谷正義 | 46   | 自由民主党   | 前     | 78,253票 | ○    |
|      | 上野寛治 | 39   | 立憲民主党   | 新     | 33,681票 | ○    |
| 比当 | 空本誠喜 | 57   | 日本維新の会 | 元     | 28,966票 | ○    |
|      | 中川俊直 | 51   | 無所属       | 元     | 21,112票 |      |

広島県第5区
- 選挙区：広島5区（呉市、竹原市、三原市（旧本郷町域）、尾道市（旧瀬戸田町域）、東広島市（旧安芸津町域）、江田島市（旧江田島町域）、豊田郡）
- 任期：2021年10月31日 - 2025年10月30日
- 当日有権者数：242,034人
- 投票率：54.52％

| 当落 | 候補者名   | 年齢 | 所属党派   | 新旧別 | 得票数   | 重複 |
| ---- | ---------- | ---- | ---------- | ------ | -------- | ---- |
| 当   | 寺田稔     | 63   | 自由民主党 | 前     | 74,362票 | ○    |
|      | 野村功次郎 | 51   | 立憲民主党 | 新     | 41,788票 | ○    |

広島県第6区
- 選挙区：広島6区（三原市の一部、尾道市（旧瀬戸田町域を除く）、府中市、三次市、庄原市、世羅郡、神石郡）
- 任期：2021年10月31日 - 2025年10月30日
- 当日有権者数：294,154人
- 投票率：56.35％

| 当落 | 候補者名 | 年齢 | 所属党派   | 新旧別 | 得票数   | 重複 |
| ---- | -------- | ---- | ---------- | ------ | -------- | ---- |
| 当   | 佐藤公治 | 62   | 立憲民主党 | 前     | 83,796票 | ○    |
| 比当 | 小島敏文 | 71   | 自由民主党 | 前     | 79,158票 | ○    |

## 主な公共施設

### 支所
- 本郷支所
- 久井支所
- 大和支所

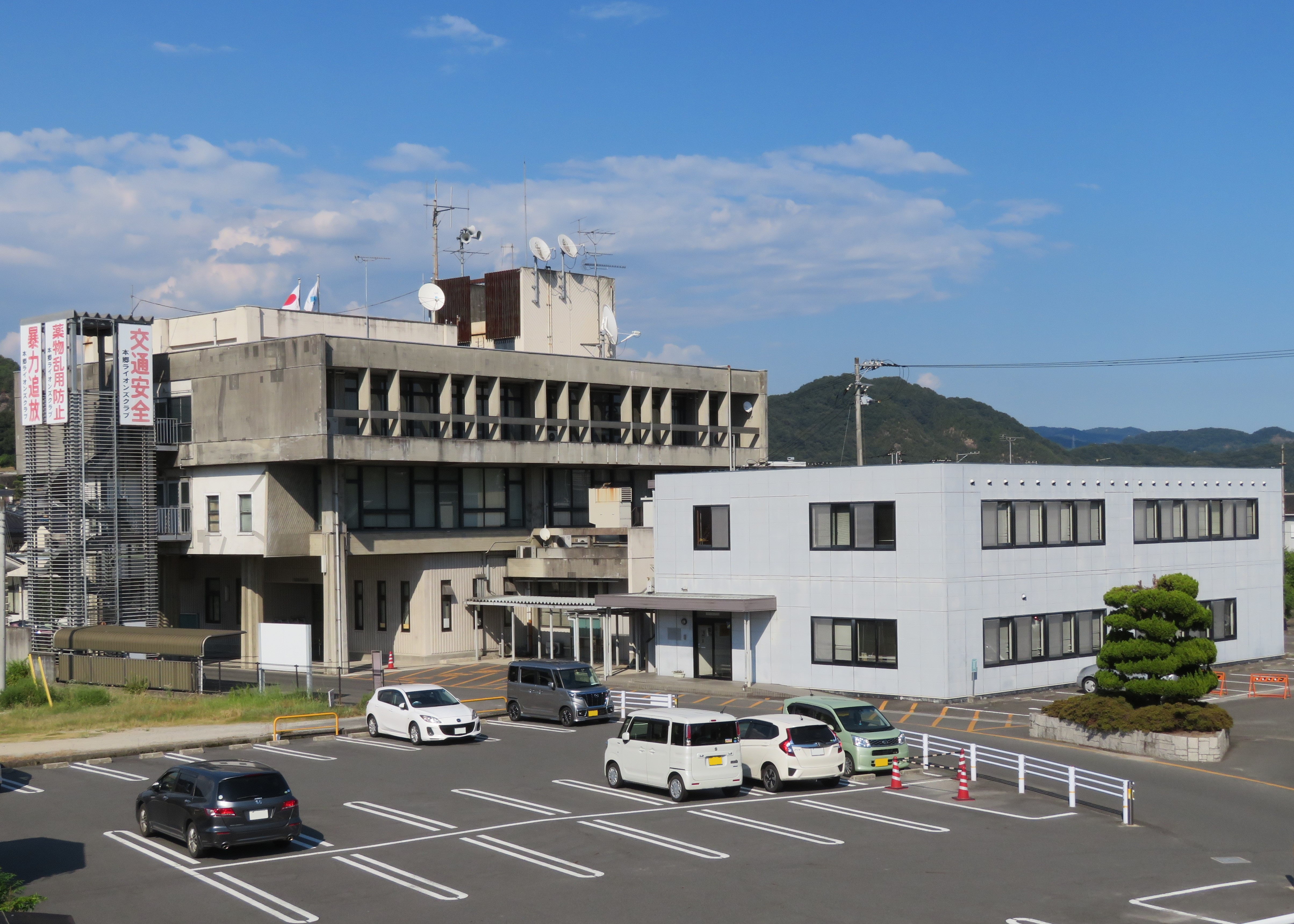
本郷支所（旧本郷町役場）
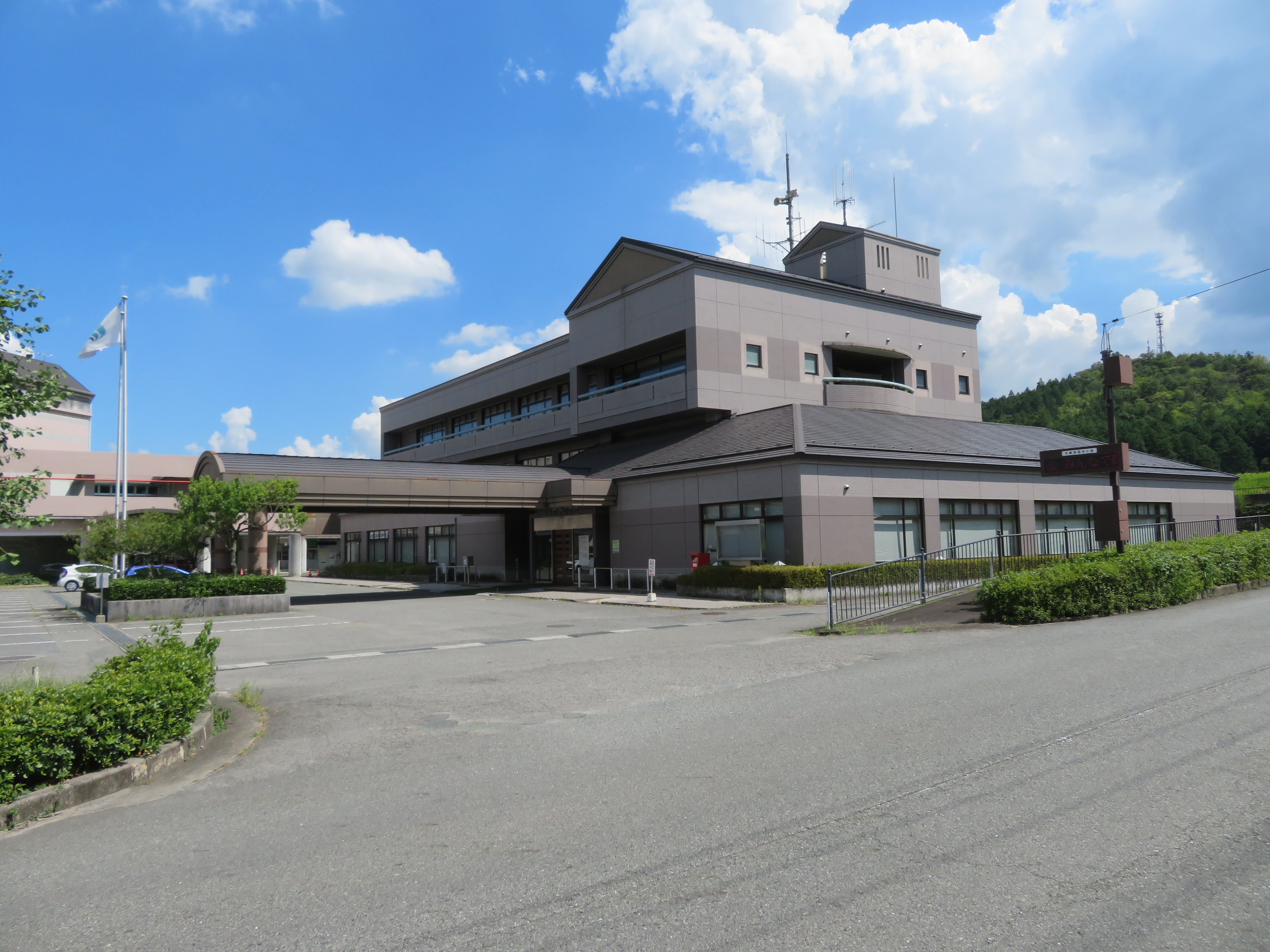
大和支所（旧大和町役場）

### ホール・複合施設

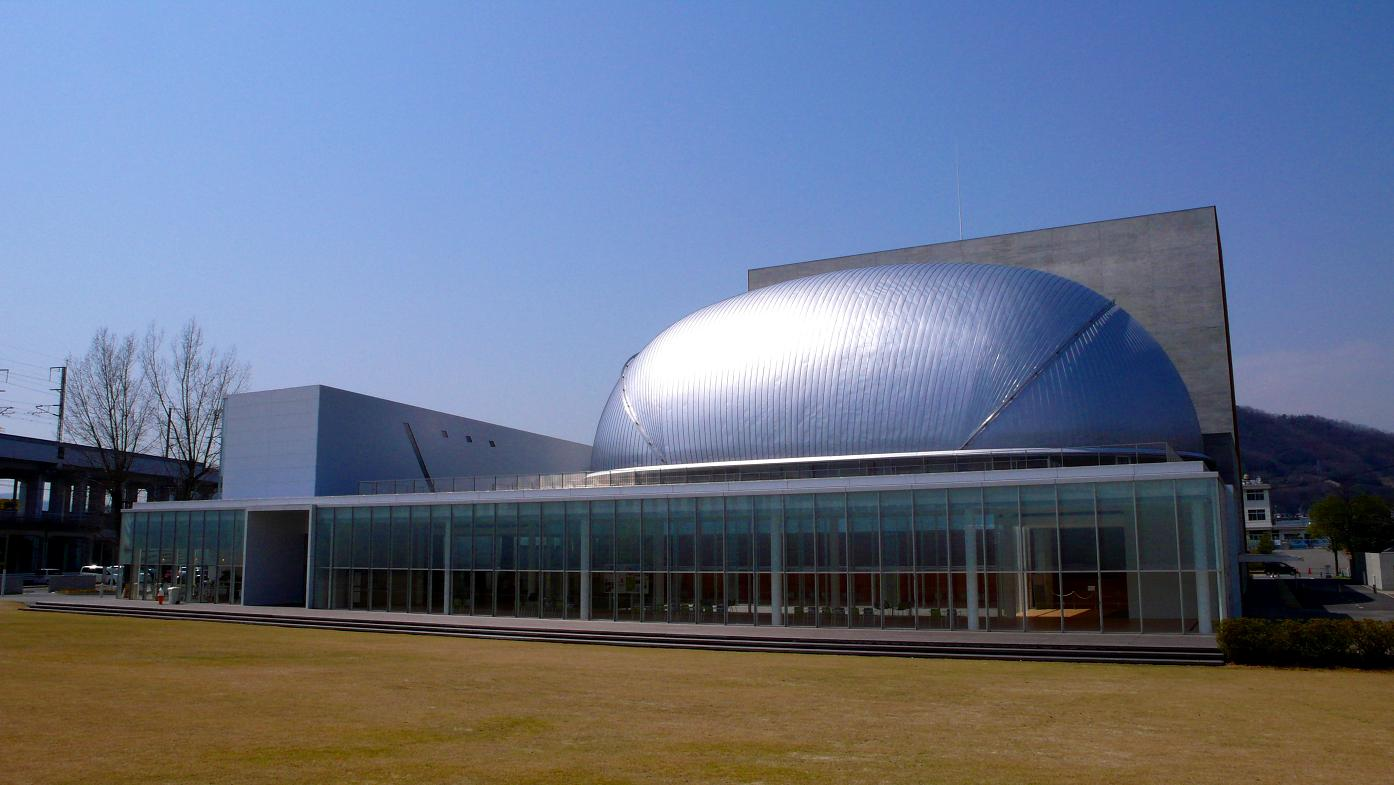
三原市芸術文化センター『ポポロ』

- 三原リージョンプラザ
体育館、温水プール、弓道場などのスポーツ施設とホールや展示室などの文化施設が複合した大型施設。
- 三原市芸術文化センター（ポポロ）
2007年にオープンした全1,209席の音響効果に優れた本格的なホールを備えた文化施設。
- 本郷生涯学習センター
- くい文化センター
- 大和文化センター

### 図書館

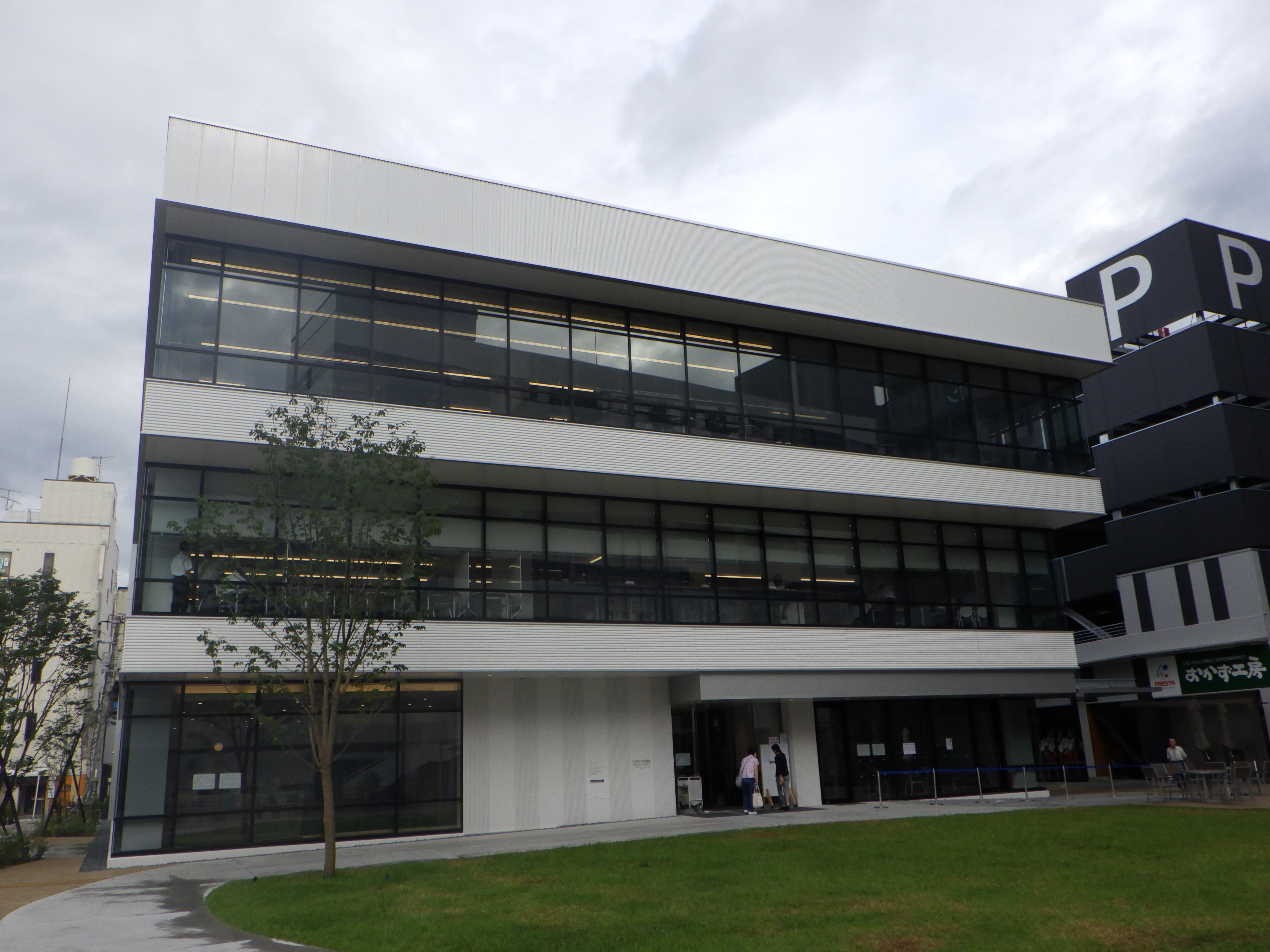
三原市立中央図書館

- 中央図書館
- 本郷図書館
- 久井図書館
- 大和図書館

### スポーツ施設
- 三原運動公園
- 久井運動公園
- 白竜湖スポーツ村公園

## 経済

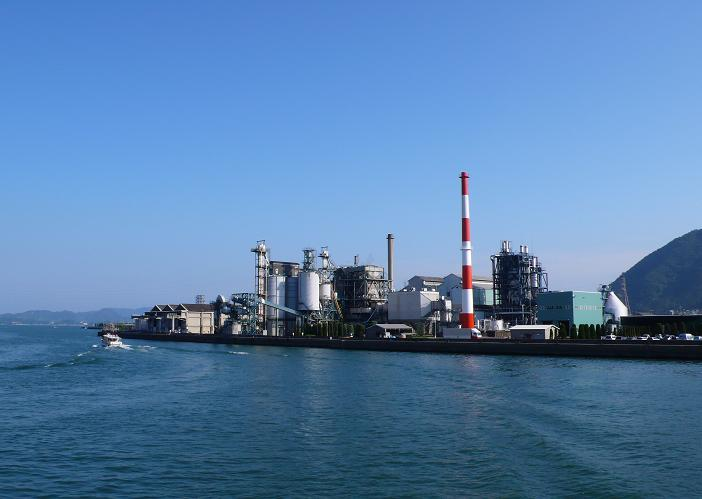
帝人三原工場

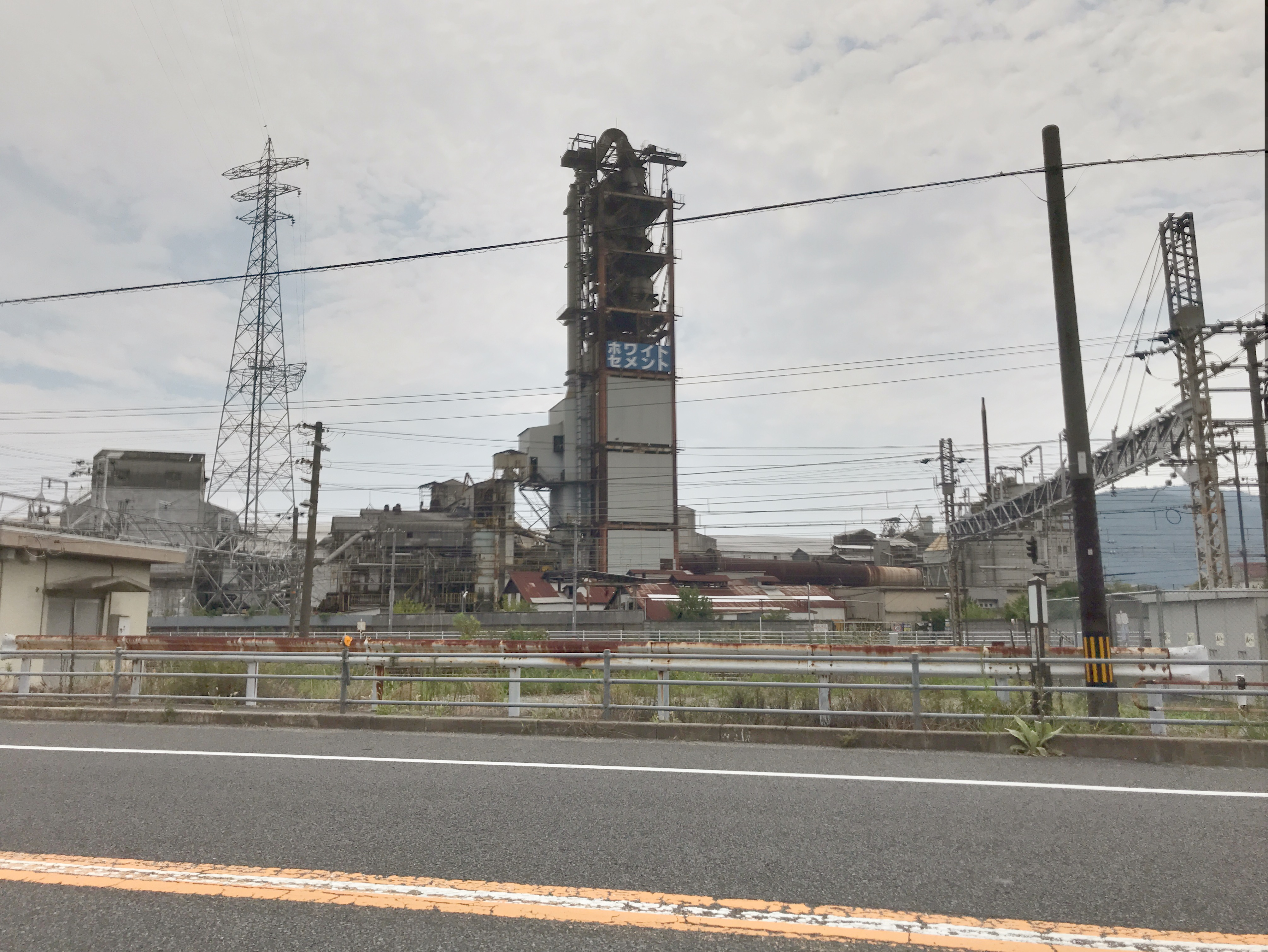
山陽白色セメントの工場

### 産業

#### 漁業
- 須波漁港
- 能地漁港

#### 工業
かつては三菱重工業、帝人など、重厚長大型と繊維で栄えたが、近年、大日本印刷プレシジョンデバイスなどの工場・物流施設を誘致し、新たな基幹産業となっている。
- 三菱重工業三原製作所（糸崎工場、古浜工場、和田沖工場） - それぞれ紙・印刷機械事業部 / プラント・交通システム事業センター所属
- 帝人三原工場
- 大日本印刷プレシジョンデバイス三原工場
- 今治造船
- お多福醸造本社工場（オタフクホールディングス傘下）
- 高砂香料工業西日本工場株式会社（三原工場）

2017年まで存在したシャープ三原工場は、平成30年7月豪雨災害で水没したコカ・コーラ本郷工場の移転先となった。
国道二号線沿いの山陽白色セメントは、日本で唯一ホワイトセメントを製造する工場であったが、2017年に清算された。

### デパート・大規模商業施設
以下に記載する商業施設は大規模で広域集客力のある物に限定し、店舗の大まかな説明も記載している。百貨店はサテライト店舗でない物、ショッピングセンターは原則10,000m2以上（参照）としている。ただし、施設が集積しているなどしている場合は、例外的に掲載している場合も有る。
- イオン三原店 - イオン系列のショッピングセンター。開店時はジャスコ三原店だった。
- フジグラン三原店 - フジ系列のショッピングセンター。

以前は、天満屋三原店（ペアシティ三原）が存在した。

## 姉妹都市・親善都市

### 姉妹都市
- パーマストンノース市（ニュージーランド）[16]
  - 2019年3月21日姉妹都市提携
- 新宮市（和歌山県）[16]
  - 2019年11月10日姉妹都市提携

### 親善都市
- 湯河原町（神奈川県）[16]
  - 1976年8月7日親善都市提携

## 教育

### 幼稚園
<市立>
- 三原市立木原幼稚園（休園）
- 三原市立中之町幼稚園（休園）
- 三原市立西幼稚園（休園）
- 三原市立田野浦幼稚園
- 三原市立須波幼稚園（休園）
- 三原市立深幼稚園（休園）
- 三原市立南幼稚園
- 三原市立幸崎幼稚園（休園）
- 三原市立沼田西幼稚園（休園）
- 三原市立小泉幼稚園（休園）
- 三原市立小坂幼稚園（休園）
- 三原市立沼田東幼稚園（休園）
- 三原市立鷺浦幼稚園（休園）
- 三原市立本郷幼稚園

<国立>
- 広島大学附属三原幼稚園

<私立>
- 糸崎幼稚園
- 昭和園
- 皆実みどり幼稚園
- みどり幼稚園
- 三原幼稚園
- 月見幼稚園

### 小学校
市立小学校については、三原地区のうち八幡町は三原市立久井小学校の通学区域となる。
<三原地区>
- 三原市立三原小学校
- 三原市立糸崎小学校
- 三原市立木原小学校
- 三原市立中之町小学校
- 三原市立西小学校
- 三原市立田野浦小学校
- 三原市立須波小学校
- 三原市立深小学校
- 三原市立南小学校
- 三原市立沼田東小学校
- 三原市立沼田西小学校
- 三原市立沼田小学校
- 三原市立沼北小学校
- 三原市立小泉小学校
- 三原市立幸崎小学校
- 三原市立鷺浦小学校

<本郷地区>
- 三原市立本郷小学校
- 三原市立本郷西小学校

<久井地区>
- 三原市立久井小学校

<大和地区>
- 三原市立大和小学校

<国立・私立>
- 広島大学附属三原小学校（国立）
- 広島三育学院大和小学校（私立）

### 中学校
市立中学校については、三原地区のうち八幡町は三原市立久井中学校の通学区域となる。
<三原地区>
- 三原市立第一中学校
- 三原市立第二中学校
- 三原市立第三中学校
- 三原市立第四中学校
- 三原市立第五中学校
- 三原市立幸崎中学校
- 三原市立宮浦中学校

<本郷地区>
- 三原市立本郷中学校

<久井地区>
- 三原市立久井中学校

<大和地区>
- 三原市立大和中学校

<国立・私立>
- 広島大学附属三原中学校（国立）
- 如水館中学校（私立）
- 広島三育学院中学校（私立）

### 高等学校・特別支援学校
- 広島県立三原高等学校
- 広島県立三原東高等学校
- 広島県立総合技術高等学校
- 如水館高等学校（私立）
- 広島三育学院高等学校（私立）
- 広島県立三原特別支援学校

### 大学
- 県立広島大学 三原キャンパス（旧広島県立保健福祉大学）
  - 保健福祉学部
  - 大学院総合学術研究科 保健福祉学専攻

## 主要な医療機関
- 三原赤十字病院
- 興生総合病院
- 三原医師会病院
- 本郷中央病院
- 城町病院
- 小泉病院
- 三原病院

## 交通

### 空港
- 広島空港（三原市本郷町）

東京（羽田、成田）、札幌（新千歳）、仙台、沖縄（那覇）、韓国 ソウル（仁川）などに就航している。就航地の詳細は広島空港#就航路線を参照。
広島空港からはリムジンバスが広島駅、広島バスセンター、呉駅、西条駅、白市駅、三原駅、福山駅などへ運行されている。
市の中心部である三原駅へは、三原駅を発着するリムジンバスを利用するルート（本郷経由）と、JR白市駅で広島空港連絡バスと山陽本線を乗り継ぐルートがある。
- 三原リムジンバス（中国バス）：広島空港 - 本郷支所 - 三原桟橋 - 三原駅
- 広島空港連絡バス（芸陽バス）：広島空港 - 白市駅（JR山陽本線）

### 鉄道路線
- JR西日本

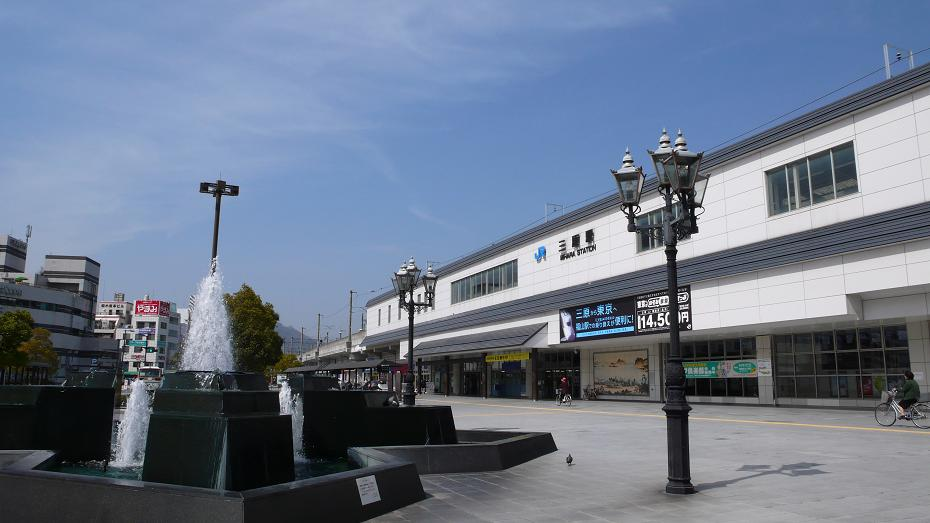
三原駅

  - 山陽新幹線：（新大阪・岡山方面 - 福山 - 新尾道） - 三原駅 - （東広島 - 広島 - 博多方面）
  - 山陽本線：（岡山・福山方面 - 尾道） - 糸崎駅 - 三原駅 - 本郷駅 - （河内 - 入野 - 白市 - 西条・広島方面）
  - 呉線：三原駅 - 須波駅 - 安芸幸崎駅 - （忠海 - 竹原・広方面）
    - 1990年頃に三原駅付近の山陽本線と呉線が高架化されたが、山陽本線はルートがかなり変更された。宮浦地区の廃線跡には現在、建物等が建っている。
- 中心となる駅：三原駅
  - 観光列車etSETOraやラ・マル しまなみも停車する
  - 広島駅や福山駅へ山陽新幹線の自由席を利用する場合には割安な特定特急料金が適用される

### 高速バス
広島空港を発着する高速バス（リムジンバス）は広島空港#アクセスを参照
- 中国バス・広島交通：ピースライナー
  - 広島バスセンター - 新白島駅 - 不動院 - 中筋駅 - 高坂BS - 三原久井 - 世羅 - 上下駅前 - 甲奴駅前
- 中国バス・広島交通：リードライナー
  - 広島バスセンター - 新白島駅 - 不動院 - 中筋駅 - 高坂BS - 三原久井 - 御調 - びんご府中

- 中国バス・小田急ハイウェイバス：エトワールセト号（東京・新宿行）（運休中）

### 路線バス
- 三原-竹原線（芸陽バス[19]）：三原駅 - 須波フェリー前 - 幸崎 - 忠海駅前 - 中通（竹原市）
- 頼兼線（芸陽バス）：三原駅 - 県立広島大学 - 頼兼 - （小西北住宅前） - 西野 - 法常寺下 - 三原駅
- 田野浦線（芸陽バス）：（三原営業所 - ）三原駅 - 田野浦 - 青葉台
- 小泉循環線（芸陽バス）：（三原営業所 - ）三原駅 - 明神 - 両名 - 小泉・あやめヶ丘方面 - 両名 - 明神 - 三原駅（ -  三原営業所）
- 三原-本郷線（芸陽バス）
  - 三原駅 - 沼田東団地 - 竹ノ橋 - 西野 - 三原駅
  - 三原駅 - （沼田東団地） - 竹ノ橋 - 真良 - （仏通寺） - 本郷駅前
- 三原-本郷循環線（芸陽バス）：三原営業所 - 三原駅 - 明神 - 両名 - あやめヶ丘 - 小原工業団地 - 本郷駅前 - 沼田東団地 - 三原駅 - 三原営業所
- 徳良線（芸陽バス）：三原営業所 - 三原駅 - 垣内 - 泉（久井町） - 徳良（大和町）
- 河内-甲山線（芸陽バス）：河内駅前 - 和木市 - 徳良 - 甲山（世羅町）

- 三原-甲山線（中国バス[20]）：三原駅 - 垣内 - 久井 - 甲山（世羅町）
- 三原-如水館線（中国バス・トモテツバス）：三原駅前 - 如水館前
- 福山・市・如水館線（中国バス）：如水館前 - 市出張所（尾道市御調町）
- 金丸・市・如水館線（中国バス）：如水館前 - 市出張所 - クロスロードみつぎ - 目崎車庫（府中市） - 新市駅前 - 金丸車庫（福山市新市町）

- 三原福地線（トモテツバス[21]）：三原駅 - 福地 - 上福地 / 登山口
- 如水館線（トモテツバス）：如水館 - 柳井（尾道市） - 松永駅南口（福山市）

- 如水館線（おのみちバス[22]）：如水館前 - 三成 - 新尾道駅 - 尾道駅前

かつては三原市交通局（三原市営バス）が市内を運行していたが、2008年4月1日に廃止され、路線は中国バス・芸陽バス・鞆鉄バスにそれぞれ譲渡された。

### 道路

#### 高速道路
- 山陽自動車道：八幡PA - 三原久井IC - 高坂PA/BS - 本郷IC
  - 倉敷JCT（瀬戸中央自動車道）方面 - 福山西IC（西瀬戸自動車道方面） - 尾道JCT（尾道自動車道） - 尾道IC - 三原久井IC - 本郷IC - 河内IC - 高屋JCT（高屋IC / 東広島呉自動車道） - 広島JCT（広島自動車道）方面

#### 一般国道
- 国道2号 （福山・尾道方面） - 木原道路 - 三原バイパス - 本郷バイパス - （東広島・広島方面）
  - 木原道路・三原バイパス：（尾道バイパス方面） - 福地IC - 糸崎ランプ - 是国ランプ - 時広ランプ - 中之町ランプ - 恵下谷ランプ - 小浦ランプ - 頼兼町ランプ - 新倉町ランプ - （本郷バイパス方面）

※ただし時広ランプから大型車両の出入りは自粛するよう電光掲示板などに表記され、今まで通り旧国道2号を走行するか中之町ランプから出入りするよう指示されている。これは接続道路が団地内の坂道のため、深夜など重量物を積んだ車両の騒音や振動が激しいためである。また昼夜問わず旧国道との交差点の青信号が短く慢性的に渋滞している。そのため騒音対策舗装を行っている。
- 国道185号（三原 - 須波 - 忠海 - 竹原市方面）
- 国道486号（府中市方面 - 三原市御調町 - 三原久井IC - 久井町 - 大和南IC（広島中央フライトロード） - 大和町 - 東広島市豊栄町方面）
- 国道432号（竹原市 - 東広島市河内町 - 大和町 - 世羅町 - 府中市上下町方面）

#### 主要地方道
- 広島県道25号三原東城線（三原 - 恵下谷ランプ - 三原久井IC - 久井町 - 世羅町方面）
- 広島県道33号瀬野川福富本郷線（東広島市河内町 - 本郷町方面）
- 広島県道45号三次大和線（大和町 - 旧世羅西町（世羅町） - 三次市方面）
- 広島県道49号本郷大和線（本郷町 - 広島空港 - 広島中央フライトロード - 大和町）
  - 広島中央フライトロード（広島空港方面 空港IC - 広島空港大橋 - 棲真寺IC - 大和南IC 大和町方面） 地域高規格道路
- 広島県道50号本郷久井線（本郷町 - 久井町）
- 広島県道55号尾道三原線（尾道IC方面 - 中之町ランプ - 三原）
- 広島県道59号東広島本郷忠海線（東広島市高屋町方面 - 本郷町 - 竹原市忠海）
- 広島県道60号大和福富線（大和町 - 東広島市福富町方面）
- 広島県道73号広島空港線（広島空港 - 河内IC）
- 広島県道75号三原竹原線（三原 - 竹原市方面）
- 広島県道82号広島空港本郷線（広島空港 - 本郷IC - 本郷方面）

#### 道の駅
- 道の駅よがんす白竜（国道432号・旧大和町）
- 道の駅みはら神明の里（国道2号・三原バイパス上）

### 港湾
- 三原港
- 尾道糸崎港
- 須波港

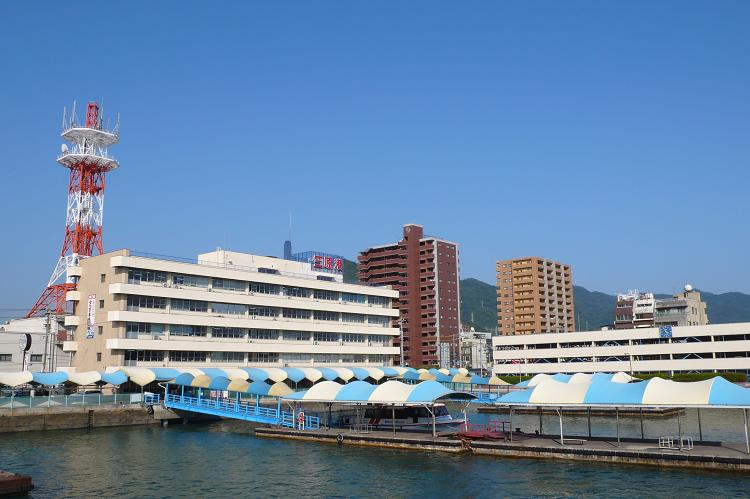
三原港

- 佐木港（小佐木島の小佐木港、佐木島の須ノ上港・鷺港）
- 向田港（佐木島）

#### 旅客船航路
- 弓場汽船[23] 旅客船：三原港 - 沢港（生口島） - 瀬戸田港（生口島）
- 弓場汽船 高速船（ラビットライン）：三原港 - 須波港 - 大久野島
- 弓場汽船 フェリー：須波港 - 向田港（佐木島） - 沢港（生口島）
- 土生商船 高速船：三原港 - 鷺港（佐木島） - 重井港（因島） - 因島モール（因島） - 立石港（生名島） - 土生港（因島）
- マルト汽船[24] 高速船：三原港 - 小佐木港（小佐木島） - 向田港（佐木島） - 沢港（生口島） - 瀬戸田港（生口島）
- 瀬戸内クルージング[25] 快速線：尾道駅前桟橋 - 尾道新浜 - 重井東港（因島） - 須ノ上港（佐木島） - 沢港（生口島） - 瀬戸田港（生口島）

瀬戸内シーラインが運航する観光型クルーザー（事前予約制 高速船）SEA SPICA（瀬戸内しまたびライン）も発着する。
- 広島港（宇品） - グランドプリンスホテル広島前桟橋 - 呉港 - （音戸の瀬戸 - （下蒲刈島 / 大崎下島 御手洗港） - 大久野島 - 生口島 瀬戸田港を経由） - 三原港

## 通信

### 電話
市外局番は三原・本郷地域が0848（20 - 89）、大和・久井地域が0847（20 - 39）で、同一市内でも市外局番が統一されていない。なお、0848（20 - 89）・084（900 - 909、930、933 - 939）は同一区域扱いとなる。
- 0848（20 - 89）・084（900 - 909、930、933 - 939）エリア
  - 三原市（三原・本郷地域）・尾道市（因島・瀬戸田地域を除く）・福山市（松永地域）
- 0847（20 - 39）エリア
  - 三原市（大和・久井地域）・世羅町

### 郵便
郵便物の集配は、以下の郵便局が行っている。
- 三原郵便局：723-00xx、723-85xx、723-86xx、723-87xx、722-03xx、722-15xx、723-01xx、729-03xx、729-04xx、729-22xx[注釈 5]
- 久井郵便局：722-13xx
- 羽和泉郵便局：722-14xx
- 和木郵便局：729-13xx、729-12xx[注釈 6]
- 神田郵便局：729-14xx
- 竹原郵便局（竹原市）：725-00xx、725-85xx、725-86xx、725-87xx、729-23xx[注釈 7]

## マスメディア
- 中国新聞社三原支局
- MCAT（ケーブルテレビ局）
- FMみはら（コミュニティFM局）

## 観光・祭事・名産・スポーツ

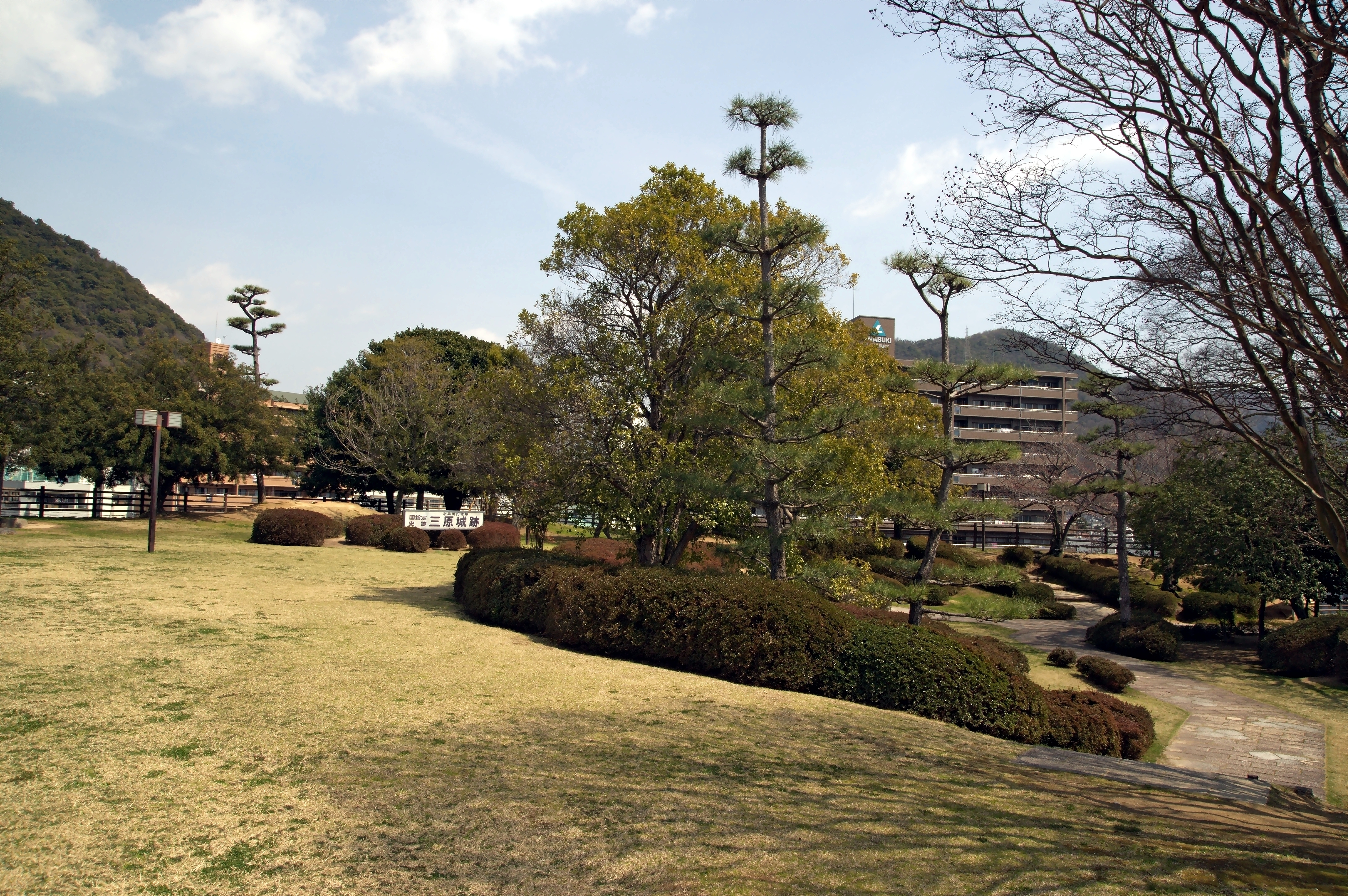
三原城址

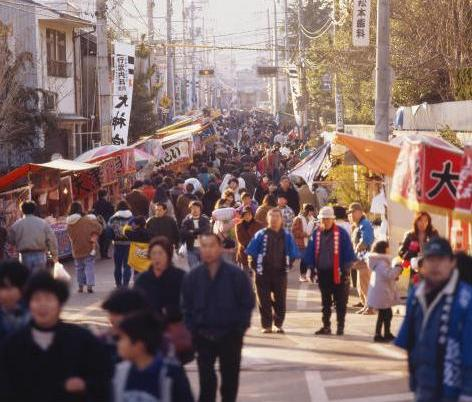
神明市

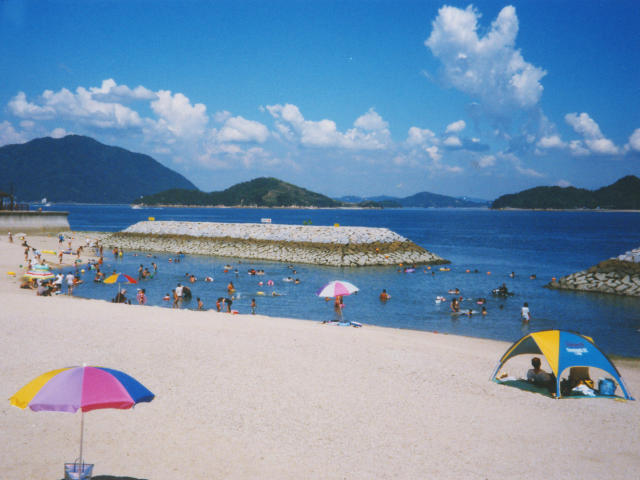
すなみ海浜公園

### 観光・名所・旧跡

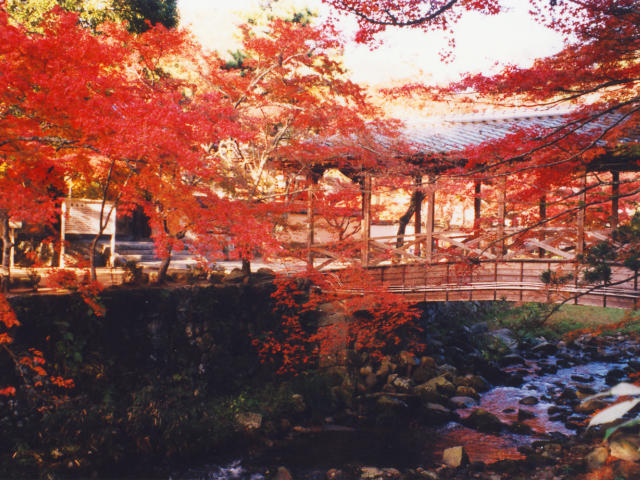
佛通寺

- 三原城址
国の史跡。小早川隆景の築城・当時は瀬戸内海に面しており、浮城と呼ばれる。現在はJRの線路が城を貫通しており、石垣の一部が残るのみとなっている。現在も残る石垣は、中心市街にいくつか点在しており、最も大きな石垣には三原駅が建てられている。
- 高山城・新高山城（旧本郷町）
国の史跡。沼田川をはさんだ東西の山に築かれた山城。小早川隆景が三原城へ移る前に居城していた。

- 東盧山米山寺
沼田東町納所。曹洞宗。沼田小早川氏の墓所。1153（仁平3）年に天台宗の寺として建てられた寺院で、1235（嘉禎元）年、小早川茂平が念仏堂を建立。小早川家の菩提寺となった。境内には小早川家初代の実平から17代隆景までの宝篋印塔（国の重要文化財）20基。寺宝の『絹本著色小早川隆景像』は国の重要文化財[27]。
- 御許山佛通寺
臨済宗佛通寺派の総本山。山に囲まれ、近くには昇雲の滝がある。
- 御調八幡宮
宇佐八幡宮神託事件でこの地に流罪となった和気広虫が大隅に流された弟・清麻呂の身を安じ、宇佐八幡の分霊を勧請して769年に創建したといわれる。室町幕府8代将軍足利義政が寄進した木造狛犬や鎌倉時代の板木、木造行道面、御神像7体など多くの重要文化財が所蔵されており、豊臣秀吉手植えの桜があることでも知られる。
- 增上山廣度院大善寺
広島藩家老で三原浅野家4代浅野忠義の生母であり徳川幕府三代将軍徳川家光の娘、月渓院の墓所寺には三つ葉葵の紋が随所に施されている。
- 春日局が青年期、小早川秀秋家臣の稲葉正成の妻として三原で過ごしている。
- 「三原には過ぎたるものが3つある」という言葉があり他藩から羨ましがられた。それは第一に、三万石の居城に相応しくない規模の三原城。第二に前述の月渓院に関係する徳川将軍家の「葵」の紋所横断幕。第三に、日光東照宮の修理を10日間で成し遂げた鈴木方衛（すずきなみえ）という家臣がいたという事である。
- 宿禰島
映画『裸の島』の舞台
- 筆影山・竜王山
春は桜、晩秋から冬は海霧で有名。頂上から眺められる多島美は瀬戸内海随一ともいわれる。
- 白滝山
山頂は巨大な花崗岩となっており、その上にたつと南に瀬戸内海の島々、遠くに石鎚山脈、四国山地、北は吉備高原、中国山地と360度の景色が広がる。
- 久井岩海（旧久井町）
久井にある日本最大規模の岩海。
- みはらし温泉
瀬戸内海に面した日帰り温泉・健康ランドであったが、レジオネラ菌の検出が続き2018年で営業休止[28]。
- 三景園（旧本郷町）
広島県の代表的な景観でもある里・山・海をモチーフとした、築山池泉回遊式庭園。6月には「花まつり」11月には「もみじまつり」がある。
- すなみ海浜公園
バリアフリー化された海浜公園。市民プールも併設されている。
- 宇根山天文台（旧久井町）
久井にある標高699メートルの宇根山に建つ天文台。60センチメートルの大型屈折反射鏡や15センチメートル屈折望遠鏡、プラネタリウムなどの設備がある。
- 果実の森公園（旧大和町）
いちご・ぶどう・りんご狩りができる観光農園。

### 祭事・イベント
- 節分（2月3日）
三原の節分はハロウィンのように子供たちが民家や店などを訪ね「鬼の豆つーかーさい」と言ってお菓子（一部金銭を扱うとこもある）などをもらえる風習がある。ちなみにこの風習は三原全体では無く市街付近(西宮町、宮浦町、宮沖町、円一町、港町、館町)のみである。
- 神明市（2月）
三原の二大祭りのひとつ。室町時代末期から始まったといわれており、この祭りの3日間、三原駅北側の通り約1キロメートルには400軒を超える露店が並び、日本一の大だるまも展示される。別名「だるま市」「植木市」とも言われ様々なだるまや植木の露店も並ぶ。3日間で約30万人程度の人出でにぎわう。
- 三原さつき祭り（5月）
宮浦公園で開かれる祭りで、宮浦の通りではパレードも行なわれる。
- 三原半どん夜市（6月 - 8月毎週土曜日）
大正14年7月からはじめられたといわれており、毎年6月～8月第1週までの毎週土曜日に開催される夜市。
- 岩子島厳島神社管弦祭（7月下旬 - 8月上旬）
廿日市市の厳島神社の管絃祭に因んでおり、尾道市の岩子島の厳島神社が主催している。御座船が尾道水道等を遊覧し、三原市の「鯨島」に参詣する[5][29]。
- 三原やっさ祭り（8月）
三原の二大祭りのひとつ。三原城の築城を祝って始まったといわれるやっさ踊りを中心とした祭り。8月の第2日曜日を含む金・土・日の3日間開催され、踊りながら多くの人々が三原駅前一帯を練り歩く。最終日には花火大会もあり、毎年30数万人の人出で賑わう。
- トライアスロンさぎしま大会
毎年8月の最終日曜日に佐木島で開催される。1990年に、島の活性化をめざして始まり、島のほとんどの人がボランティアとして大会運営に参加している。
- 三原浮城まつり（11月）
神楽や和太鼓演奏、小早川甲冑部隊の旧城下練り歩きなどが行われる。

### 名産品
- やっさ饅頭
- 三万石せんべい
- たこ料理
- たこせん
- 八天堂のくりーむパン

### スポーツチーム
- 三菱重工三原硬式野球部 - 三菱重工業の三原製作所を拠点に活動していた社会人野球の企業チーム。2014年に解散した。

## 著名な出身者

### 政界・官界
- 河井克行（第101代法務大臣、内閣総理大臣補佐官、衆議院議員、広島県議会議員）
- 合田秀樹（在キルギス特命全権大使、人事院事務総局職員福祉局長、国家公務員倫理審査会事務局長）
- 清水聖士（第3代千葉県鎌ケ谷市長）
- 花井卓蔵（第14代衆議院副議長、衆議院議員、貴族院議員、弁護士）

### 経済界
- 河添克彦（第10代三菱自動車工業社長）
- 島田和幸（ファンケル代表取締役社長執行役員CEO）
- 仁井谷正充（コンパイル創業者）
- 谷島茂之（西友専務、忠実屋社長、ダイエー副社長、サンテレビジョン社長）

### 学術・文化
- 高楠順次郎（仏教学者）
- 掛川寿夫（薬学者）
- 堀田泰司（法学者）
- 松野勇雄（国文学者）
- 佐々木基一（文芸評論家、旧豊田郡本郷町）
- 川西蘭（小説家）
- 火浦功（SF作家）
- 永井郁子（絵本作家）
- 永井明（ジャーナリスト）
- 四国五郎（画家、絵本作家、詩人、旧豊田郡椹梨村）
- 重園贇雄（作詞家、旧豊田郡椹梨村）
- 清水南山（彫金家、旧豊田郡能地村）
- 田坂具隆（映画監督、旧豊田郡沼田東村）
- 田坂勝彦（映画監督、旧豊田郡沼田東村）
- うるし原智志（漫画家、アニメーター）
- 川原正敏（漫画家）
- 小林俊彦（漫画家）
- さだやす圭（漫画家）
- 東城和実（漫画家）
- 松浦卓造（将棋棋士）
- 道原かつみ（漫画家）
- 光原伸（漫画家）
- 宮脇明子（漫画家）
- ウシロシンジ（アニメ監督）
- 堀川惠子（ジャーナリスト、ノンフィクション作家）

### 芸能・マスコミ
- 丹古母鬼馬二（俳優・過去悪役商会に所属）
- 奥田圭子（女優、元アイドル）
- 坂上とし恵（タレント、元アイドル）
- 一文字弥太郎（広島ローカルタレント、放送作家）
- 竹永よしたか（お笑い芸人・コンマニセンチ）
- 若山彰（歌手）
- 世理奈（シンガーソングライター）
- Leyona（シンガーソングライター）
- DJ GEORGIA（ミュージシャン・CLIFF EDGE）
- 山原玲子（元中国放送アナウンサー、旧豊田郡本郷町）
- 鈴木理加（テレビ大阪アナウンサー）
- マグナム北斗（元AV男優）
- 森田桂介（俳優、にゃんたぶぅ・もりちぃ）
- 井上沙恵（広島テレビアナウンサー）

### スポーツ
- 石田義久（陸上競技・砲丸投元選手）
- 新宅雅也（陸上競技・マラソン元選手・指導者）
- 原晋（青山学院大学陸上競技部長距離ブロック監督・青山学院大学教授・タレント・コメンテーター）
- 池田敬子（体操選手、旧豊田郡鷺浦村）
- 楢原静（卓球選手）
- 海田智行（プロ野球オリックス・バファローズ投手）
- 村田兆治（元プロ野球ロッテオリオンズ投手、旧豊田郡本郷町）
- 佐藤宏志（元プロ野球東北楽天ゴールデンイーグルス投手）
- 恵川康太郎 (元プロ野球広島カープ、三原高校出身）
- 今田竜二（プロゴルファー）
- 野々村聡子 (元女子プロ野球兵庫スイングスマイリーズ内野手）

## 三原市ふるさと大使
2009年に三原市にゆかりのある以下の人物をふるさと大使に任命している。
- イエス玉川
- 川原正敏
- 神山征二郎
- さだやす圭
- 永井郁子
- 日向ひまわり
- 道原かつみ
- 宮脇明子
- Leyona
- 渡辺文

## ゆかりのある人物
- 中野美奈子（フリーアナウンサー）
- 溝手顕正（実業家・政治家）